# Salvador Parra
Salvador Parra (Mèxic, 12 de novembre de 1969) és un director de producció mexicà, guanyador del Goya a la millor direcció artística el 2003. De formació autodidacta. va estudiar a l'Escola Nacional de Pintura, Escultura i Gravat "La Esmeralda", ha treballat a Mèxic i a Espanya i ha impartit màsters a les escoles de cinema de Sao Paolo, Antioquía (Colòmbia) i Mèxic. Va fer de director artístic a Perdita Durango (1997), La ley de Herodes (1999) i La fiesta del Chivo (2005).
El 1994 va guanyar per primer cop el Premi Ariel a la millor escenografia per Ámbar. El 1999 va debutar com a dissenyador de producció amb Santitos, que va guanyar el Kikito de Oro al Festival de Cinema de Gramado i la Catalina d'Or al Festival Internacional de Cinema de Cartagena de Indias. El 2002 va guanyar el Goya a la millor direcció artística pel seu treball a El embrujo de Shanghai. Des del 2009 és membre de l'Acadèmia Mexicana d'Arts i Ciències Cinematogràfiques. El 2011 va treballar a El infierno, amb la que va tornar a guanyar el Premi Ariel i els premis a al millor direcció artística i disseny de producció al Festival Internacional del Nou Cinema Llatinoamericà de l'Havana. Posteriorment va treballar a les sèries de televisió Narcos (2016) i Narcos: Mexico (2018).

## Filmografia
- Santitos (1999)
- El embrujo de Shanghai (2002)
- Soldados de Salamina (2003)
- Rosario Tijeras (2005)
- Volver (2006)
- Manolete (2008)
- Sólo quiero caminar (2008)
- El infierno (2010)
- La dictadura perfecta (2014)
- Texas Rising (2015)
- Narcos (2016)
- Narcos: Mexico (2018)